# ヤマトシジミ (貝)
ヤマトシジミ（大和蜆、英: Japanese basket clams、学名: Corbicula japonica）とは汽水域で採れる食用の二枚貝。北海道から九州まで、日本のほぼ全国、樺太（サハリン）、朝鮮半島に生息している。 宍道湖のものがよく知られる。

## 概要
シジミ科の二枚貝で、河川の河口など淡水と海水が入り混じる汽水域の砂礫底で見られるが、干潮になると水がなくなるような干潟にも生息できる。
殻は30 - 35 mm、殻の表面は若いうちは茶褐色、成長につれて黒色へと変化していく。殻には光沢があり、成長につれて、タイワンシジミ等より歪み易い同心円状の凹凸ができる。殻の内側は稚貝のうちはやや紫色をしているが、大きくなるにつれて白色となる。雌雄異体で卵生である。
日本において広く食用にされているシジミはこのヤマトシジミであるが、マシジミ、セタシジミ等もまれに流通している。

## 砂抜き時の注意
貝類は通常、調理する前に“砂抜き”という作業を行うとよい。ヤマトシジミの砂抜きは真水で行うことも可能で、店やメーカーによっては「1 - 6時間ほど砂抜きしてください」としか書いていない場合も多い。本種は前述のとおり汽水域の生物であるため、説明の有無に関わらず、汽水よりやや低い濃度（1％前後）の塩水で砂抜きを行うことが適している。こうすることで“うまみが逃げず、身が締まる”といわれている。濃度がわからない場合は、汁物より塩辛いと感じる程度の塩水を作り、これを同量の水で希釈するとよい。

## 主な産地

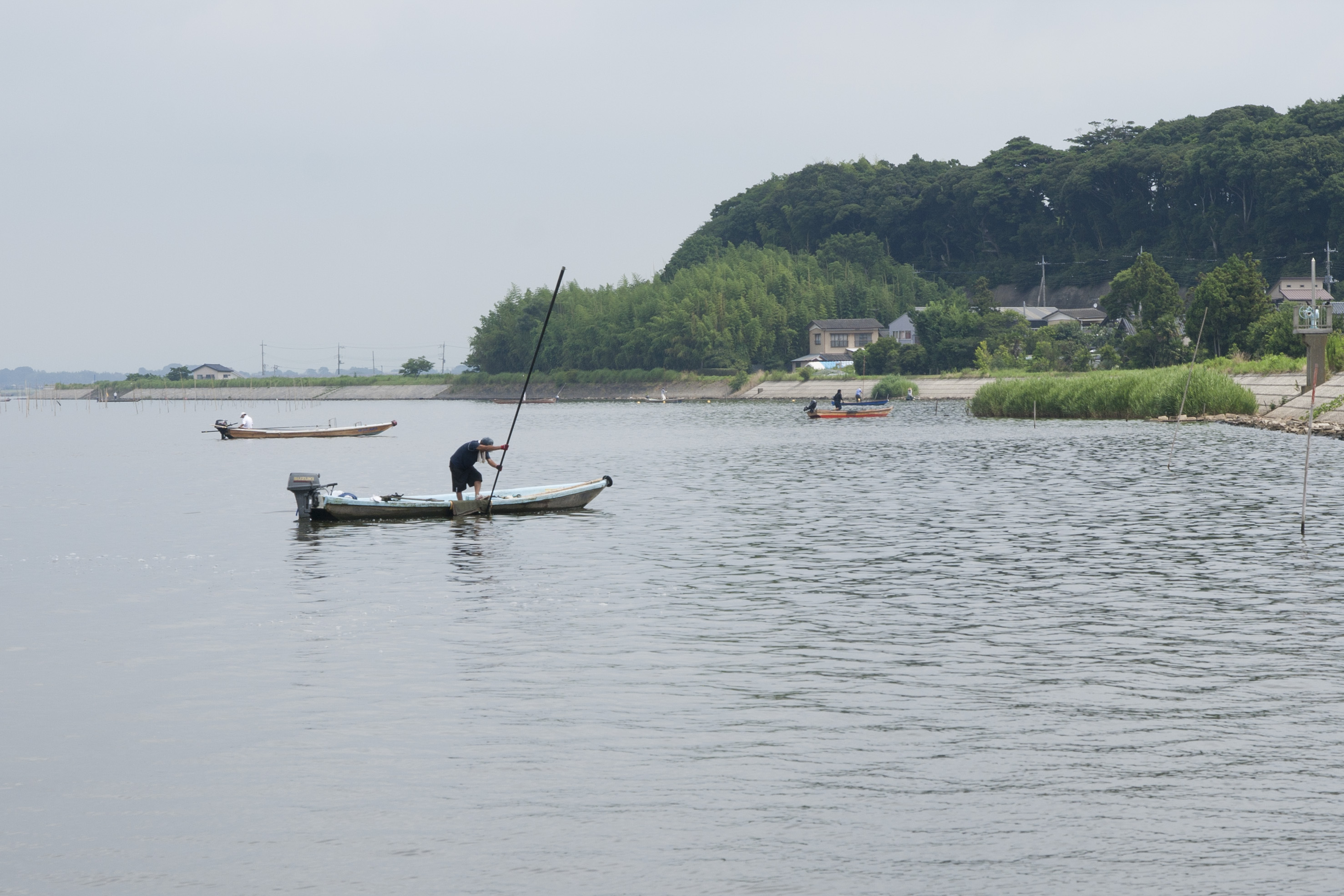
涸沼のシジミ漁（茨城県大洗町）

主な産地は日本国内では島根県の宍道湖・神西湖、青森県の十三湖・小川原湖、茨城県の涸沼、北海道の天塩川河口域・網走湖等が有名であるが、東京都産、三重県産、愛知県産、千葉県産、なども流通する。
農林水産省の地理的表示(GI)保護制度で登録されたヤマトシジミ産地は十三湖産大和しじみ（登録番号第23号）と小川原湖産大和しじみ（登録番号第52号）の2産地である。

## 販売形態
日本国内で「活しじみ」として売られているものは店頭加工のトレーパック売りが主流だが、工場加工の水パックも存在する。高級デパートなどでは氷の上に置いてある場合もある。